# 夏啓昌
夏啓昌（？—？），號大咸，雲南臨安府人。原籍江西上饶县，明朝官员，同進士出身。

## 生平
万历三十四年（1606年）丙午科雲南鄉試第二十二名舉人，四十四年（1616年）丙辰科三甲四十三名进士，都察院觀政，授京山縣知縣，四十六年本省同考，本年調任江陵县知县，天啓元年升刑部四川司主事，四年升员外郎，本年官广西按察司佥事，天啓七年（1627年）正月升湖廣布政使司右參議、分守湖北道。崇祯元年升陕西參政，卒。
崇禎元年三月，原任參議夏啟昌為廣東參政。

## 家族
曾祖夏文友，乡宾、寿官。祖父夏主，乡宾、寿官。父夏九皋，生员。
妻沈氏，建水人，城陷，同子妇邹氏、常氏、幼儿五人、婢數十人自焚死，被褒为烈妇。